# محطة القائد فيراز
محطة القائد فيراز هي محطة بحثية برازيلية دائمة في القارة القطبية الجنوبية تقع في جزيرة الملك جورج تستضيف المحطة حوالي 60 شخص من ضمنهم باحثين،عسكريين ومدنيين.